# Куяновка (Белопольский район)
Куяновка (укр. Куянівка) — село, Куяновский сельский совет,
Белопольский район, Сумская область, Украина.
Является административным центром Куяновского сельского совета, в который, кроме того, входят сёла Иосипово, Новопетровка, Павловское и
Червановка.

## Географическое положение
Село Куяновка находится на левом берегу реки Куяновка,
выше по течению на расстоянии в 1 км расположено село Новопетровка,
ниже по течению примыкает село Москаленки.
На реке несколько запруд. Около села несколько отстойников.

## История
В 1735 году деревня Куяновка обрела статус села в связи со строительством Иоанновской церкви.
В XIX веке село Куяновка было центром Куяновской волости Сумского уезда Харьковской губернии Российской империи.
В ходе Великой Отечественной войны в 1941—1943 гг. село было оккупировано немецкими войсками, но в дальнейшем восстановлено.
В июле 1995 года Кабинет министров Украины утвердил решение о приватизации находившихся здесь сахарного комбината и свеклосовхоза.
По переписи 2001 года население составляло 1063 человека.
Решением хозяйственного суда Сумской области по делу № 2514-5/115 от 12 марта 2002 года сахарный комбинат был признан банкротом, остановлен и прекратил существование.
В ноябре 2004 года Куяновский свеклосовхоз был признан банкротом.

## Экономика
- «Москаленковское», сельскохозяйственное ООО.

## Транспорт
К селу ведёт железнодорожная ветка.

## Объекты социальной сферы
- Детский сад.
- Школа.
- Дом культуры.

## Известные люди
- Белоцерковец, Наталка Геннадьевна — поэтесса, родилась в селе Куяновка.
- Кайдаш, Владимир Фёдорович — Герой Советского Союза, похоронен в Куяновке.

## Достопримечательности
- Усадебный дом (1840-е годы)